# Steven D. Emslie
Steven Douglas Emslie (* 8. September 1953 in San Diego, Kalifornien) ist ein US-amerikanischer Paläökologe, Paläontologe und Ornithologe. 

## Leben
Emslie erlangte 1975 den Bachelor of Arts und 1977 den Master of Arts in Anthropologie an der University of Colorado at Boulder. 1982 graduierte er zum Master of Science in Biologie an der Northern Arizona University in Flagstaff, Arizona. 1987 wurde er mit der Dissertation The origin evolution, and extinction of condors in the New World zum Ph.D. an der University of Florida in Gainesville promoviert. Anschließend arbeitete er für drei Jahre am Point Reyes Bird Observatory (PRBO). Er und seine Kollegen forschten an einer Feldstation auf den Farallon-Inseln, 25 Seemeilen vor der Küste von San Francisco gelegen, wo sich die größte Seevogelkolonie der kontinentalen Vereinigten Staaten befindet. Zusammen mit anderen Biologen arbeitete er an mehreren Projekten über rezente Seevögel, insbesondere Möwen, Kormorane und Alkenvögel. Insgesamt beobachtete er 13 verschiedene Arten von Seevögeln und setzte eine Forschungsarbeit fort, die dort seit den 1960er Jahren durchgeführt wird.
Neben seiner Arbeit beim PRBO, war Emslie wissenschaftlicher Mitarbeiter in der paläontologischen Abteilung der University of California at Berkeley. Er befasste sich mit der fossilen Vogelsammlung, was der Vorbereitung auf eine Studie über eine große und vielfältige Avifauna aus dem späten Pliozän von Florida und auf weitere wissenschaftliche Artikel über mehrere andere plio-pleistozäne Avifaunen, diente. Seit 1993 ist er stellvertretender Kurator am Florida Museum of Natural History.
Nach einer Dozententätigkeit an der Abteilung für Umweltstudien der University of California in Santa Cruz und in Colorado, zog Emslie nach Wilmington, North Carolina, wo er als Professor für Meeresbiologie und Biologie an der University of North Carolina at Wilmington tätig ist. 
Seine Forschungsinteressen sind interdisziplinär und konzentrieren sich auf die Vogelökologie und die Paläoökologie, insbesondere auf die fossilen Aufzeichnungen von Vögeln im Plio-Pleistozän und die Evolution und das Aussterben von Vögeln im Zusammenhang mit dem Klimawandel. Seit 1992 befasst er sich mit der Paläoökologie von Pinguinen in der Antarktis, insbesondere mit der Ausgrabung von Knochen und Beutetierresten in verwaisten Pinguinkolonien. Diese Überreste liefern Informationen über die Besiedlungsgeschichte und Ernährung der Pinguine, die mit früheren Populationsbewegungen und Phasen des Klimawandels in dieser Region zusammenhängen können. Ferner hat er Forschungen über die Winterökologie von drei Arten von Neuweltammern initiiert, die Nelson- und Spitzschwanzammer sowie die Strandammer, die sich im Winter auf den Salzwiesen aufhalten. Diese Studie umfasste die regelmäßige Beringung der Vögel an drei Standorten in den Sümpfen sowie die Sammlung von Federn und Blut für die Analyse stabiler Isotope.

## Erstbeschreibungen von Steven D. Emslie
Emslie beschrieb fossile Vogelarten aus den verschiedensten Gruppen, darunter:
- Aizenogyps toomeyae, 1998
- Ajaia chione, 1995
- Amplibuteo concordatus, 1999
- Anas schneideri, 1985
- Anhinga beckeri, 1998
- Aquila bivia, 1999
- Chroicocephalus lacus, 1995
- Eudocimus leiseyi, 1995
- Falco powelli, 2023
- Glaucidium explorator, 1998
- Gymnogyps kofordi, 1988
- Hadrogyps aigialeus, 1988
- Helonetta brodkorbi, 1992
- Kuntur cardenasi, 2015
- Larus perpetuus, 1995
- Oxyura hulberti, 1992
- Perugyps diazi, 2005
- Phalacrocorax filyawi, 1995
- Scolopax hutchensi, 1998
- Spheniscus chilensis, 2003

## Dedikationsnamen
William Suárez und Storrs L. Olson benannten im Jahr 2020 die fossile Geierart Cathartes emsliei von Kuba zu Ehren von Steven Emslie.